# Fuwah
Fuwah är en ort i Egypten.   Den ligger i guvernementet Kafr el-Sheikh, i den norra delen av landet, 140 km nordväst om huvudstaden Kairo. Fuwah ligger 9 meter över havet och antalet invånare är 63 310.
Terrängen runt Fuwah är mycket platt. Runt Fuwah är det mycket tätbefolkat, med 1 313 invånare per kvadratkilometer. Närmaste större samhälle är Disūq, 12,3 km sydost om Fuwah. Trakten runt Fuwah består till största delen av jordbruksmark.